# Kantele

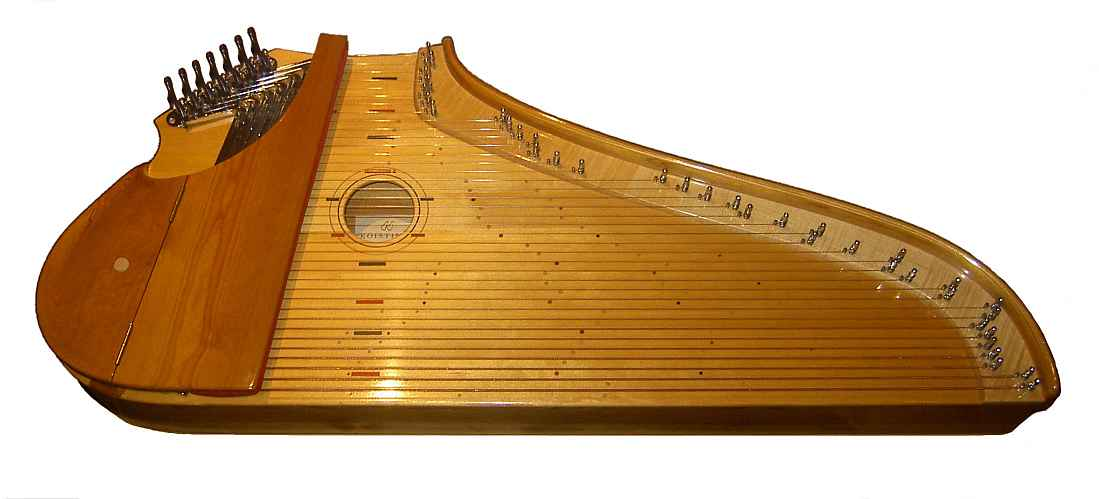
Kantele com 36 cordas

Kantele é um típico e antigo instrumento de cordas finlandês e careliano. Seu tipo mais comum possui sete cordas fixas, afinadas (do grave ao agudo) em D3, E3, G3, A3, B3, D4 e E4.
O kantele é uma espécie de cítara, que se tornou símbolo musical da Finlândia, sendo por vezes chamado de "a harpa finlandesa" e estando muito presente no folclore do país.
Essa afinação do kantele baseia-se na escala pentatônica de sol maior, com suas cinco notas básicas (sol, lá, si, ré e mi).
É bastante utilizado na Educação Infantil de escolas de Pedagogia Waldorf, por auxiliar a criar um ambiente acolhedor para as crianças pequenas. Além disso, é de fácil manejo e sua afinação pentatônica facilita a composição. 